# Махала деда Крстинци
Махала деда Крстинци је заселак (махала) насеља Ћурковица у Пчињском округу, у општини Сурдулица.

## Положај
Махала деда Крстинци се налази на југозападној падини шумом обрасле Ћурковице, једног од обронака планине Чемерник. Са источне стране махале налази се планина Варденик, која је удаљена око 1.300 м. Изнад махале на удаљености од 300 до 400 метара, налази се термо-минерално извориште.
Од Сурдулице је некатегорисаним сеоским путем удањена око 2 км, Доњег Романовца 1 км, Масурице 2 км...
Географски положај
- Географска ширина: 42,682643°
- Географска дужина: 22,205243°
- Надморска висина: 787 m

## Историја
Најстарији помен планине Чемерник налазимо у делу Константина Филозофа, Живот Стефана Лазаревића, где помиње велику планину Чемерник којом је прошао са војском Султан Муса 1412. године у походу на Ново Брдо.

## Демографија
Махала деда Крстинци је брдско-планинско место, које броји десетак кућа, са 6 домаћинстава чији се становници претежно баве сточарством. Процењује се да има 20 становника.
Преци многих грађана Сурдулице вуку корене са овог места, јер је директан гравитациони утицај на ова насеље имао град Сурдулица са високим степеном развијених централних функција — привредних делатности и друштвене инфраструктуре. Због близине општинског центра, у хијерархији насеља Сурдулице махала није издвојен као посебан центар.
Развој насеља и токови урбанизације на простору општине Сурдулица, у последњих неколико деценија, указују на изразит негативан тренд демографских и структурних промена у развоју и условима живота и рада у Махали деда Крстинци.

## Природна богатства
Место је познато по налазишту термо-минералне воде, названом Машинце које је пронађено пре 25 година, након изведених бушења. Пронађена термо-минерална вода, високе температуре, достиже чак до 60°. Из економских разлога, никакве мере око сређивања исте нису предузимане.